# Fred Ewer
Frederick Harold Ewer (Londra, 30 settembre 1898 – 27 gennaio 1971) è stato un calciatore inglese, di ruolo centrocampista.

## Carriera
Ha vestito la maglia della Nazionale inglese due volte nel 1924.